# توپ طلای ۱۹۵۹
توپ طلای ۱۹۵۹ (فرانسوی: 1959 Ballon d'Or‎) چهارمین رویداد سالیانهٔ توپ طلا بود که از سوی مجلهٔ فرانس فوتبال به بهترین بازیکن فوتبال در سال ۱۹۵۹ اعطا گردید که در این سال، آلفردو دی‌استفانو برندهٔ توپ طلا شد.

## رتبه‌بندی
| ردیف | نام                   | باشگاه                          | ملیت               | امتیاز |
| ---- | --------------------- | ------------------------------- | ------------------ | ------ |
| ۱    | آلفردو دی استفانو     | باشگاه فوتبال رئال مادرید       | اسپانیا            | ۸۰     |
| ۲    | ریموند کوپا           | باشگاه فوتبال استاد رنس         | فرانسه             | ۴۲     |
| ۳    | جان چارلز             | باشگاه فوتبال یوونتوس           | ولز                | ۲۴     |
| ۴    | لوییس سوارز میرامونتس | باشگاه فوتبال بارسلونا          | اسپانیا            | ۲۲     |
| 5    | Agne Simonsson        | باشگاه فوتبال اورگریته          | سوئد               | ۲۰     |
| ۶    | لایوس تیشی            | باشگاه فوتبال بوداپست هونود     | مجارستان           | ۱۸     |
| ۷    | فرانس پوشکاش          | باشگاه فوتبال رئال مادرید       | مجارستان           | ۱۶     |
| ۸    | فرانسیسکو خنتو        | باشگاه فوتبال رئال مادرید       | اسپانیا            | ۱۲     |
| ۹    | هلموت ران             | باشگاه فوتبال کلن               | آلمان غربی         | ۱۱     |
| ۱۰   | هورشت شیمانیک         | باشگاه فوتبال کارلسروهه         | آلمان غربی         | ۸      |
| ۱۱   | لو یاشین              | باشگاه فوتبال دینامو مسکو       | اتحاد جماهیر شوروی | ۷      |
| 12   | Yuriy Voynov          | باشگاه فوتبال دینامو کی‌یف       | اتحاد جماهیر شوروی | ۵      |
| ۱۳   | ایوان پتکوف کولیف     | باشگاه فوتبال زسکا صوفیه        | بلغارستان          | ۴      |
| ۱۳   | دیولا گروشیچ          | Tatabánya                       | مجارستان           | ۴      |
| ۱۳   | Dezső Bundzsák        | باشگاه ورزشی واشاش              | مجارستان           | ۴      |
| ۱۳   | نیلس لیدهولم          | باشگاه فوتبال آ.ث. میلان        | سوئد               | ۴      |
| 17   | Georgi Naydenov       | باشگاه فوتبال زسکا صوفیه        | بلغارستان          | ۳      |
| 17   | تیتوس بوبرنیک         | ČH Bratislava                   | چکسلواکی           | ۳      |
| 17   | ژوست فونتن            | باشگاه فوتبال استاد رنس         | فرانسه             | ۳      |
| ۲۰   | خوان سگاررا           | باشگاه فوتبال بارسلونا          | اسپانیا            | ۲      |
| ۲۰   | فلوریان آلبرت         | باشگاه فوتبال فرنتس‌واروش        | مجارستان           | ۲      |
| ۲۰   | اووه زلر              | باشگاه فوتبال هامبورگ           | آلمان غربی         | ۲      |
| ۲۳   | آنتونی رامالتس        | باشگاه فوتبال بارسلونا          | اسپانیا            | ۱      |
| ۲۳   | János Göröcs          | باشگاه فوتبال اویپشت            | مجارستان           | ۱      |
| ۲۳   | Ken Jones             | باشگاه فوتبال اسکانتورپ یونایتد | ولز                | ۱      |
| ۲۳   | روگر مارشه            | Racing Club Paris               | فرانسه             | ۱      |